# Nigel Albon
Nigel Albon (8 februari 1957) is een Britse autocoureur. Hij reed voor het laatst in de Porsche Carrera Cup Azië voor Team Vertu in 2007. Nigel is de vader van Formule 1-coureur Alexander Albon.

## Racecarrière
In 1993 reed hij in de Renault Clio-Cup en eindigde hij op de vijfde plaats op punten. Tijdens het British Touring Car Championship (BTCC) van 1994 racete hij met een Renault 19 voor Harlow Motorsport in de Total Independents Cup en kwam daarmee op de vijfde plaats met 108 punten. In 2001 reed hij een race van het FIA GT Championship voor het Gamon-Porscheteam. Vanaf 2005 bracht hij de volgende drie jaar door in de Porsche Carrera Cup Azië met een beste eindpuntenpositie van de vierde in 2007. Zijn zoon Alexander is een Formule 1-coureur voor Red Bull Racing, die voorheen derde werd in de Formule 2 in 2018 en daarvoor Europees en wereldkampioen karting was in de klasse KF3 in 2010.

## Race resultaten

### Volledige resultaten van het British Touring Car Championship
(Races in dikgedrukt betekent pole position) (Races in schuingedrukt betekent snelste ronde)
| Jaar | Team              | Auto           | 1      | 2         | 3         | 4      | 5        | 6        | 7   | 8        | 9         | 10        | 11        | 12      | 13        | 14        | 15     | 16        | 17       | 18       | 19        | 20        | 21       | DC   | Pts |
| ---- | ----------------- | -------------- | ------ | --------- | --------- | ------ | -------- | -------- | --- | -------- | --------- | --------- | --------- | ------- | --------- | --------- | ------ | --------- | -------- | -------- | --------- | --------- | -------- | ---- | --- |
| 1994 | Harlow Motorsport | Renault 19 16v | THR 17 | BRH 1 DNF | BRH 2 DNS | SNE 16 | SIL 1 22 | SIL 2 18 | OUL | DON 1 22 | DON 2 DNF | BRH 1 DNS | BRH 2 DNS | SIL DNF | KNO 1 DNF | KNO 2 DNS | OUL 15 | BRH 1 DNF | BRH 2 12 | SIL 1 21 | SIL 2 DNS | DON 1 DNF | DON 2 22 | 30th | 0   |